# Secretos compartidos (película de 1998)
Secretos compartidos es una película argentina de suspenso de 1998 coescrita y dirigida por Alberto Lecchi y protagonizada por Víctor Laplace, Leonor Benedetto, Gabriel Goity, Antonio Grimau, Alicia Zanca y Enrique Pinti.

## Sinopsis
Vicente Duarte (Víctor Laplace), comete su primer crimen. La víctima es una mujer joven, atractiva, a quien el criminal no conocía. A partir de su incursión inicial en el mundo del delito, Duarte siente una suerte de serenidad interior, que lo impulsará a seguir cometiendo más crímenes.

## Reparto
- Víctor Laplace como Vicente Duarte
- Leonor Benedetto como Raquel
- Gabriel Goity como Enrique Capobianco/Yiyo
- Antonio Grimau como Guillermo Casenave
- Alicia Zanca como Inés
- Enrique Pinti como Comisario Vázquez
- Marikena Riera como Rita
- Victoria Solarz como Marisol
- Ana Korn como Camila
- Marina Seresevsky como Mujer 1
- Liz Balut como Secretaría
- Néstor Ibarra como Conductor del Noticiero
- Fabián Rendo como Movilero 1
- Ernesto Berardino como Movilero 2
- Marcelo Zitelli como Diréctor Diario
- Gabriel Gibot como Empleado Redacción
- Cristina Sierra como Rozemberg
- Alejo Lecchi como Chico de la calle
- Fernando Laporta como Policía
- Kyun Chu Kim como Mujer oriental
- Adhelma Lago como Violeta
- Sandra Casas Cano como Mujer 2